# سنت مایکلز (آریزونا)
سنت مایکلز (به انگلیسی: St. Michaels) یک منطقهٔ مسکونی در ایالات متحده آمریکا است که در شهرستان آپاچی، آریزونا واقع شده‌است. سنت مایکلز ۹٫۸۹ کیلومتر مربع مساحت و ۱٬۴۴۳ نفر جمعیت دارد و ۲٬۰۵۴ متر بالاتر از سطح دریا واقع شده‌است.